# Þrívörðuháls (kulle i Island, lat 65,32, long -14,28)
Þrívörðuháls är en kulle i republiken Island. Den ligger i regionen Austurland, 400 km öster om huvudstaden Reykjavík. Toppen på Þrívörðuháls är 485 meter över havet.
Runt Þrívörðuháls är det mycket glesbefolkat, med 2 invånare per kvadratkilometer. Närmaste större samhälle är Egilsstaðir, nära Þrívörðuháls. Trakten runt Þrívörðuháls består i huvudsak av gräsmarker.